# Grand Prix de Plouay 2021
Grand Prix de Plouay 2021 er den 23. udgave af det franske cykelløb Grand Prix de Plouay. Det bliver kørt den 30. august 2021 med start og mål i Plouay i Bretagne. Løbet er 21. arrangement på UCI Women's World Tour 2021.